# Ванфрід
Ванфрід (нім. Wanfried) — місто в Німеччині, знаходиться в землі Гессен. Підпорядковується адміністративному округу Кассель. Входить до складу району Верра-Майснер.
Площа — 46,9 км2. Населення становить 4190 ос. (станом на 31 грудня 2020).